# Gerbathodes ypsilon
Gerbathodes ypsilon là một loài bướm đêm trong họ Noctuidae.